# Scarlet Pleasure
Scarlet Pleasure — данське музичне тріо, що працює у напрямках R&B, соул, фанк та поп. Гурт є учасником лейблу Copenhagen Records.

## Дискографія

### Студійні альбоми
- Youth Is Wasted on the Young (2016)
- Garden (2020)

### Мініальбоми
- Mirage (2014)
- Limbo (2017)
- Lagune (2017)
- Let Go / Mind (2018)

### Сингли
- Windy (2014)
- Under the Palm Trees (2014)
- The Strip (2014)
- Heat (2015)
- Wanna Know (2015)
- Casual (2016)
- Fade In (2016)
- Moments (2016)
- Deja Vu (2017)
- Limbo (2017)
- Good Together (2017)
- Unreliable (2017)
- Let Go (2018)
- Superpower (2018)
- What a Life (2019)
- 24/7 (2019)

## Цікаві факти
Пісню «What a Life» було використано в фільмі данського кінорежисера Томаса Вінтерберга «Ще по одній», фільм отримав премію Оскар у номінації «Найкращий фільм іноземною мовою».